# Jewhen Opanasenko
Jewhen Wołodymyrowycz Opanasenko, ukr. Євген Володимирович Опанасенко (ur. 25 sierpnia 1990 w Zaporożu) – ukraiński piłkarz, grający na pozycji obrońcy lub pomocnika.

## Kariera piłkarska

### Kariera klubowa
Wychowanek klubów Krystał Chersoń i Metałurh Zaporoże, barwy których bronił w juniorskich mistrzostwach Ukrainy (DJuFL). Karierę piłkarską rozpoczął 10 kwietnia 2007 w składzie drugiej drużyny Metałurha Zaporoże, a 17 sierpnia 2008 debiutował w Premier-lidze. Po wygaśnięciu kontraktu w czerwcu 2014 opuścił zaporoski klub i natychmiast zasilił skład Czornomorca Odessa. W lutym 2015 przeszedł do Zorii Ługańsk. 18 lipca 2018 został piłkarzem Konyasporu. 30 stycznia 2020 przeszedł do Worskły Połtawa.

### Kariera reprezentacyjna
Od 2010 bronił barw młodzieżowej reprezentacji Ukrainy.